# Distrito de Kara-Kulja
El distrito de Kara-Kulja (en kirguís: Кара-кулжа району) es uno de los rayones (distrito) de la provincia de Osh en Kirguistán. Tiene como capital la ciudad de Kara-Kulja.
- Datos: Q117224